# (26845) 1992 AG
1992 أي جي (ويعرف أيضًا باسم (26845) 1992 أي جي وفق تسمية الكوكب الصغير) (بالإنجليزية: 1992 AG)‏ هو كويكب ضمن حزام الكويكبات؛ وترتيبه 26845 من حيث الاكتشاف.
اكتُشف هذا الجُرم الفلكي بواسطة Tsutomu Hioki ‏ في 1992.

## وصلات خارجية
- (26845) 1992 AG في قاعدة بيانات مختبر الدفع النفاث لأجرام النظام الشمسي الصغيرة

- الاكتشاف · مخطط المدار ·  العناصر المدارية · المعلمات المادية

- (26845) 1992 AG على موقع ويكي سكاي: DSS2, SDSS, GALEX, IRAS, Hydrogen α, X-Ray, Astrophoto, Sky Map, Articles and images